# Ластівка Петро Петрович
Петро Петрович Ластівка (нар. 4 січня 1957, Ужгород) — український театральний режисер, актор театру і кіно. Заслужений діяч мистецтв України (2009). Директор-художній керівник Черкаського академічного обласного українського музично-драматичного театру імені Тараса Григоровича Шевченка (8 лютого 2017 — 8 лютого 2022). З 2022 року співпраця з Державним Шяуляйським драматичним театром за сприяння Ради культури Литви.

## Життєпис
Народився в Ужгороді на Закарпатті в акторській родині Ластівок. Батько, Ластівка Петро Трохимович — український актор театру і кіно, літератор. Заслужений артист УРСР (1972), Народний артист УРСР (1980). Мати, Божко-Ластівка Марія Олександрівна — українська театральна актриса.
З 1961 р. проживає у Тернополі, де вже з 5 років був знайомий з театральною сценою: активно бере участь у виставах режисера Володимира Грипича «Циганка Аза» М. Старицького (1956 р., інсценізація В. Грипича), та «Північна мадонна» П. Л. Тур в постановці Ярослава Геляса на сцені Тернопільського обласного музично-драматичного театру ім. Т. Г. Шевченка.
У 1974 році Петро Петрович вступив на режисерське відділення до Київського театрального інституту ім. І. Карпенка-Карого (нині Київський національний університет театру, кіно і телебачення ім І. Карпенка-Карого). Художнім керівником курсу був Михайло Рудін (Шерман), а перейняв режисерське мистецтво у викладача — Володимира Неллі-Влада та Володимира Ткаченка. Навчаючись у Києві, майбутній режисер часто їздив в Москву, був там асистентом у Ю. Любімова, А. Ефроса, О. Єфремова, А. Гончарова, в Петербурзі — у Г. Товстоногова. Пізніше стажувався у творчій лабораторії художника Михайла Френкеля при Національній спілці театральних діячів у Києві. Тоді режисер мав змогу дивитися вистави театрів Єревану, Тбілісу, Риги, Вільнюсу, Каунасу, Панєвєжису.
Дипломна робота режисера — постановка у 1979 р. «Дикого ангела» Олексія Коломійця в Одеському театрі ім. Жовтневої революції (нині Одеський академічний український музично-драматичний театр ім. В. Василька).

## Робота у театрі
- 1979—1988 рр. — режисер-постановник Чернігівського (нині академічний обласний український) музично-драматичного театру ім. Тараса Шевченка.
- 1980-1981  - служба а армії, Казахстан,Уш-Тобе,Талди-Курганська область.
- 1988—1992 рр. — головний режисер Тернопільського обласного (нині академічного) драматичного театру ім. Тараса Шевченка.
- З 1993 році до 2011 р. Петро Петрович пішов з театру, так би мовити, «на вільні хліби».
- З 1996 до 2005 року — директор радіостанції ТОВ «Радіо Тон» 103.5FM (Тернопіль). Співпраця з " Голос Америки", " Радіо Свобода".
- З 1 квітня 2011 року до 2016 року — художній керівник Волинського академічного обласного українського музично-драматичного театру ім. Тараса Григоровича Шевченка.
- З 8 лютого 2017 року до 08.02.2022 року — директор-художній керівник Черкаського академічного обласного українського музично-драматичного театру імені Тараса Григоровича Шевченка.
- 2022 рік - співпраця з  Державним  Шяуляйським драматичним театром за сприяння Ради культури Литви.

## Постановки в театрах
Чернігівський музично-драматичний театр ім. Тараса Шевченка
- 1979 - "Восьмий гріх" Л.Сєргєєв
- 1980 - "До побачення, Едіт" Сухаревської
- 1982 - "Поріг" О.Дударєва
- 1984 - "Мартин Боруля" І.Карпенко- Карий
- 1986 — «Ромео і Джульєтта» (В. Шекспір)
- 1987 — «Театр часів Нерона і Сенеки» (Е Радзинський)
- 1983 — «Серце Луїджі» (І. Буковчан)
- 1985- " Гра в самогубство"( Е.Олбі " Що сталось в зоопарку", І.Хантер " Поєдинок у підвалі")
- 1984 -  " Допит" Родіонов.
- 1987 - "Провінціалки" Я.Стелмах

Тернопільський драматичний театр ім. Тараса Шевченка
- 1989 — «Сон» (О. Беляцький, З. Сагалов за Тарасом Шевченком)
- 1989 — «Народний Малахій» (М. Куліш)
- 1990 — «Гамлет» (В. Шекспір)
- 1991 — «Гетьман Дорошенко» (Л. Старицька-Черняхівська)
- 1992 — «Іван Сірко» («Про що тирса шелестіла…») (С. Черкасенко)
- 1989— «Вікторина» (Ф. Метлінг)

Постановки в інших театрах
- Кишинівський російський театр імені Антона Чехова (Кишинів, Молдова) — 1993 — «Калігула» (А. Камю)
- Миколаївський театр драми та музкомедії (Миколаїв, Україна)- 1993 — «Чорт і шинкарка» (С. Кшивошевский)
- Перший український театр для дітей та юнацтва — 1993 — «Перстень спокуси» за Іваном Франком.
- Запорізький молодіжний театр (Запоріжжя, Україна) — 1994 — «Приборкання норовливої» (В. Шекспір), " Гра в самогубство"(Е.Олбі" Що сталось в зоопарку",І.Хантер"Поєдинок у підвалі")
- Орловський молодіжний театр (Орел, Росія) — 1994 — «Приборкання норовливої» (В. Шекспір)
- Дніпропетровський театр юного глядача (Дніпропетровськ, Україна) — 1993 — «Калігула» (А. Камю)
- Чернігівський академічний обласний український музично-драматичний театр ім. Т.Шевченка - 1996 " Різдвяний вертеп " П.Ластівка
- Тернопільський обласний (нині академічний) драматичний театр ім. Тараса Шевченка — 1996 — «Марія Тюдор» (В. Гюго)
- Перший український театр для дітей та юнацтва — 1996 — «На полі крові» («Юда»)(С. Черкасенко)
- Тернопільський обласний (нині академічний) драматичний театр ім. Тараса Шевченка — 1999 — «Філумена Мартурано» (Едуардо де Філіппо)
- Запорізький академічний обласний український музично-драматичний театр ім. В. Г. Магара — 2006 — «Ромео і Джульєтта» (В. Шекспір)
- Луганський академічний обласний український музично-драматичний театр - 2009 - " Моя черівна леді" за Б.Шоу " Пігмаліон",муз. Лоу
- Черкаський академічний обласний український музично-драматичний театр ім. Т. Г. Шевченка — 2010 — «Назар Стодоля» (Т. Шевченко)
- Дніпровський національний академічний  музично-драматичний театр ім.Т.Шевченка - 2016 -  " Мартин Боруля" І.Карпенка-Карого
- "Анна Київська – королева Франції" П.Ластівка,Є.Луняк (театральна майстерня "Мій театр")

Волинський музично-драматичний театр імені Тараса Шевченка
- 2004 — «Мартин Боруля» (І. Карпенко-Карий)
- 2004 — «Вісім люблячих жінок» (Р. Тома)
- 2005 — «Приборкання норовливої» (В. Шекспір)
- 2005 — «Без вини винні» (О. Островський)
- 2005 — «Северин Наливайко» Петра Ластівки за мотивами творів Спиридона Черкасенка
- 2006 — «Тригрошова опера» (Б. Брехт)
- 2007 — «Калігула» (А. Камю)
- 2007 — «Дерева помирають стоячи» (А. Касони)
- 2007 - " Місто  над Стиром " історичне дійство в замку Любарта у Луцьку до 925-ти річчя Луцька.
- 2008 — «Моя чарівна леді», лібрето та вірші А. Дж. Лернера, муз. Ф. Лоу, за п'єсою Б. Шоу «Пігмаліон»
- 2009 — «Кармен», п'єса Петра Ластівки за новелою Проспера Меріме
- 2009 — «Одкровення від Мазепи» (Петро Ластівка за мотивами драми Олелька Островського)
- 2010 — «Гамлет» (В. Шекспір)
- 2011 — «Дон Жуан» (Ж.-Б. Мольєр,муз.А.Моцарт)
- 2012 — «За двома зайцями» Михайла Старицького, Івана Нечуя-Левицького «На Кожум'яках», сценічна версія Петра Ластівки
- 2013 — «Ромео і Джульєтта» (В. Шекспір)
- 2014 — «Хорунжий Назар Стодоля та його любовні поневіряння» за Т. Шевченком
- 2015 - "Сурогатна мама" ("Закон") В.Винниченко
- 2016 - "Пан Коцький" М.Лисенка
- 2012 - 2015 галерея з 12  вистав- портретів видатних українських літераторів та композиторів
- 2012 - 2015  цикл концертних програм - "Україна - Європа", "Шевченківський концерт", "Жінка, весна, любов", "До Дня закоханих"

Черкаський академічний обласний український музично-драматичний театр ім. Тараса Шевченка
- 2017 — «Наталка Полтавка» (І. Котляревський)
- 2017 — «Бувальщина… Українські водевілі» («Дійшов до розуму» (М.Кропивницький), «На чужий коровай очей не поривай» (А.Велисовський))
- 2017 — Арт-шоу «Україна-Європа»
- 2017 - " Анна Київська - Королева Франції" П.Ластівка,Є.Луняк.
- 2017 — «Козацький концерт»
- 2018 — Різдвяний концерт Коляда» П.Ластівка
- 2019 "Сурогатна мама" (" Закон") В.Винниченка
- 2019, 2020 - "Різдвяний вертеп" П.Ластівка
- 2021 - Шевченківський концерт до відкриття театру 9.березня після реконструкції
- 2021 - "Крила" П.Ластівки
- 2021  "Сто тисяч" І.Карпенка-Карого

## Акторська фільмографія
- 1987 — Заболотний — «Державний кордон» (шоста серія) — Білорусьфільм
- 1976 — Радик Руднєв — «Дума про Ковпака» — фільм-епопея в чотирьох серіях — Одеська кіностудія ім. Довженка.
- 1972 — Боря Штепа: головна роль — «Вершники» — двосерійний телевізійний художній фільм — Одеська кіностудія ім. Довженка.
- 1970 — Петько (син коменданта) — «Чортова дюжина» — Одеська кіностудія

## Нагороди та визнання
- Подяка Луцького міського голови «За сприяння в організації і проведенні святкових заходів з нагоди 16-ї річниці Незалежності України і Дня міста Луцька, проявлену творчу активність режисеру театралізованого дійства „Древнє місто над Стиром“».
- Почесна грамота Голови НСТДУ «За успішне проведення всеукраїнського фестивалю „Леся Українка на сцені“, вірність театральній справі в Україні».
- Диплом Голови НСТДУ «Премія імені Володимира Блавацького (США, Україна)».
- Подяка директора Волинського Краєзнавчого музею, завідувача художнього музею "За розвиток українського театру, самовіддане служіння українській національній ідеї, правдивість трактування вітчизняної історії в постановці спектаклю «Одкровення від Мазепи».
- Диплом лауреата мистецької премії «Бронек» за постановку вистави «Гамлет».
- Дипломи «За найкращу режисуру» та «За найкращу виставу» (Фестиваль «Прем'єри сезону — 2005» (м. Івано-Франківськ) за виставу «Мартин Боруля».
- Диплом лауреата премії ЛМВ НСТД України «Галицька Мельпомена» за виставу «Гамлет».
- 1 грудня 2009 року — присвоєно звання «Заслуженого діяча мистецтв України».